# Вень-ву

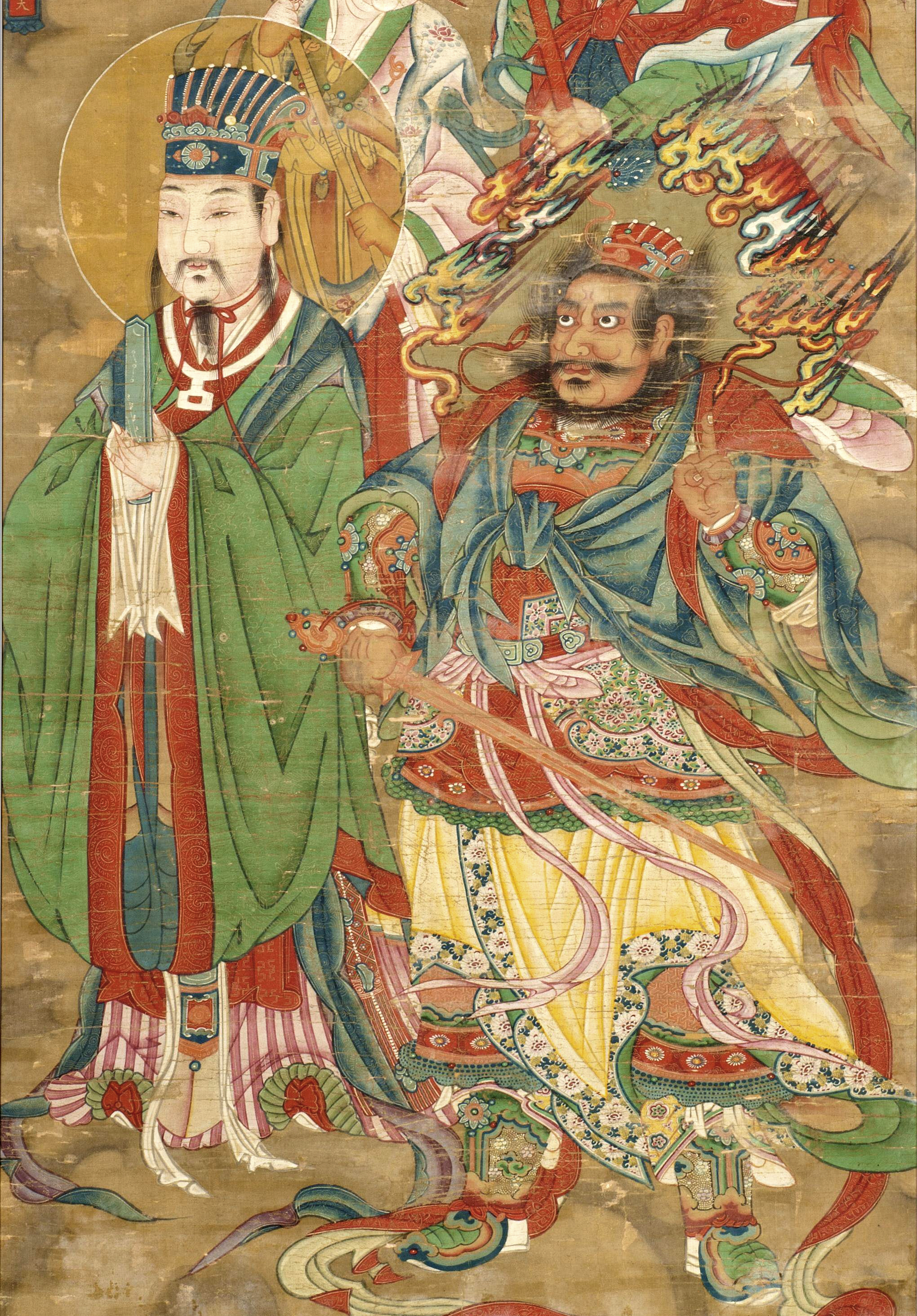

Вень-ву 文武 (wén-wǔ), цивільне та військове — відома китайська дихотомія, що набула широкого вжитку у класичній політичній культурі та філософії.
Вень відповідає сучасному поняттю «культура»: у китайському розумінні воно тісно пов'язане із писемністю та візуальним зображенням, а також із музикою та витонченністю поведінки. Графема 文 зображує людину що сидить із схрещеними ногами  [Архівовано 22 березня 2014 у Wayback Machine.]. У деяких архаічних варіантах накреслення на грудях людини присутнє зображення серця 心.
Ву має відношення до прояв сили та змушення, співвідноситься із семантикою покарання, бою із хаосом та досягненнями звитяги. Ієрогліф складається із двох графем, які зображують спис 戈 та ступню 止 (остання іноді інтерпретується як «зупинити»)  [Архівовано 22 березня 2014 у Wayback Machine.] (класичну згадку цієї інтерпретації маємо у «Цзо чжуань», діалог між генералом Чу за ім'ям Пань Дан 潘黨 та правителем Чу).
Велику увагу цим двом поняттям приділяє Лю Сян (79-8 до н. е.) у трактаті «Сад промов» (Шо юань Shuoyuan 說苑), але їх парне використання з'являється набагато раніше. За аргументацією сучасного китаєзнавця Робіна Макніла (Robin McNeal), парне використання обох понять було поперше розповсюджене у традиції військового навчання (5-4 ст. до н. е.), і лише пізніше надбало форму космологічних спекуляцій. Так, трактат «Ву-цзи» 吳子 (4 ст. до н. е.) характеризує генерала як того, «хто поєднує вень та ву» (總文武者軍之將也). Воєнний трактат «Тай-ґун лю тао» 太公六韬 (див. Шість таємних вчень) містить вень та ву як назви перших двох частин з шісти, на які він поділений. В останньому тексті також зустрічається вираз «атака вень» 文伐, що можна перекласти як «дипломатичний вплив/перемога» та співвіднести із сучасним поняттям «м'яка сила».
З 3 ст. до н. е. вень та ву інтегруються до космологічних систем що вживають концепцію дуалізма їнь-ян. Вень надбало співвідношення із народженням та зростанням (весна-літо), а ву — із призбируванням та зберіганням/загибеллю (осінь-зима).

## Витоки концепції
Класична формуліровка із парним використанням вень та ву міститься у «Аналектах Конфуція» (гл. 19:22). Розповідаючи про навчання майстера, його учень Цзи Ґун 子貢 доповідає, що воно ґрунтується на "шляху Вень-вана та Ву-вана" (文武之道), засновників династії Чжоу.

## Вжиток
Протягом імперського періоду вень та ву широко використовуються у позначенні відповідних половин державного апарату, веньчен 文臣 чи веньґуань 文官 для поняття "чиновництво" (веньчжи ґуаньлі 文职官吏) [Архівовано 3 березня 2015 у Wayback Machine.] та відповідно вучен 武臣 чи вуґуань 武官 для службовців військової сфери  [Архівовано 6 липня 2015 у Wayback Machine.] (наприклад, у виразах 满朝文武 та 文官武将). 
Вень та ву увійшли до китайських народних вірувань як боги Веньчан-ван 文昌王 (або також 文昌帝君, Володар Веньчан) та Ву-ді (Ґуань Юй). Переважно на півдні розповсюджені спільні храми для цих двох божеств, Wen Wu temple. Зокрема, таким є один з найстаріших храмів Гонконгу, Мань Мо Міу (кант. 文武廟)  [Архівовано 5 липня 2015 у Wayback Machine.].
- Імператор Момму, Японія.